# Kenitoceraphron heptamerus
Kenitoceraphron heptamerus är en stekelart som beskrevs av Paul Dessart 1975. Kenitoceraphron heptamerus ingår i släktet Kenitoceraphron och familjen pysslingsteklar. Inga underarter finns listade i Catalogue of Life.